# Stare Miasto w Piotrkowie Trybunalskim

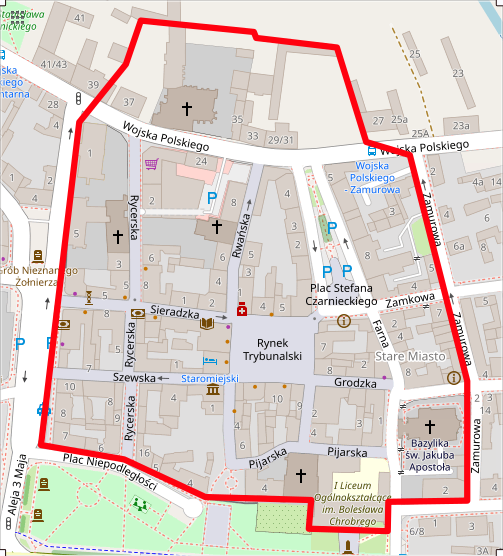
Obszar Starego Miasta na planie współczesnego Piotrkowa

Stare Miasto w Piotrkowie Trybunalskim – najstarsza część Piotrkowa Trybunalskiego wywodząca się z XIV-wiecznego miasta lokacyjnego.

## Obszar
Stare Miasto nie stanowi formalnej jednostki pomocniczej gminy, leży natomiast w granicach Osiedla „Centrum” (które do 2017 nosiło nazwę Osiedle „Starówka”).
Na Starym Mieście leżą w całości lub częściowo ulice i place:
- Rynek Trybunalski
- Plac Stefana Czarnieckiego
- ul. Farna
- ul. Grodzka
- ul. Konarskiego
- ul. Łazienna Mokra
- ul. Pijarska
- ul. Rwańska
- ul. Rycerska
- ul. Sieradzka
- ul. Szewska
- ul. Krakowskie Przedmieście (fragment)
- ul. Starowarszawska (fragment)
- ul. Wojska Polskiego (fragment)
- ul. Zamkowa (fragment)

Wzdłuż dawnych murów miejskich, ale już poza obszarem Starego Miasta, biegnie ul. Zamurowa, Plac Niepodległości, Plac Tadeusza Kościuszki i ul. Stronczyńskiego.
Od 2011 główne ulice Starego Miasta nie mają statusu dróg gminnych, dzięki czemu uproszczone są procedury dotyczące organizacji wydarzeń kulturalnych i rozrywkowych.

## Historia

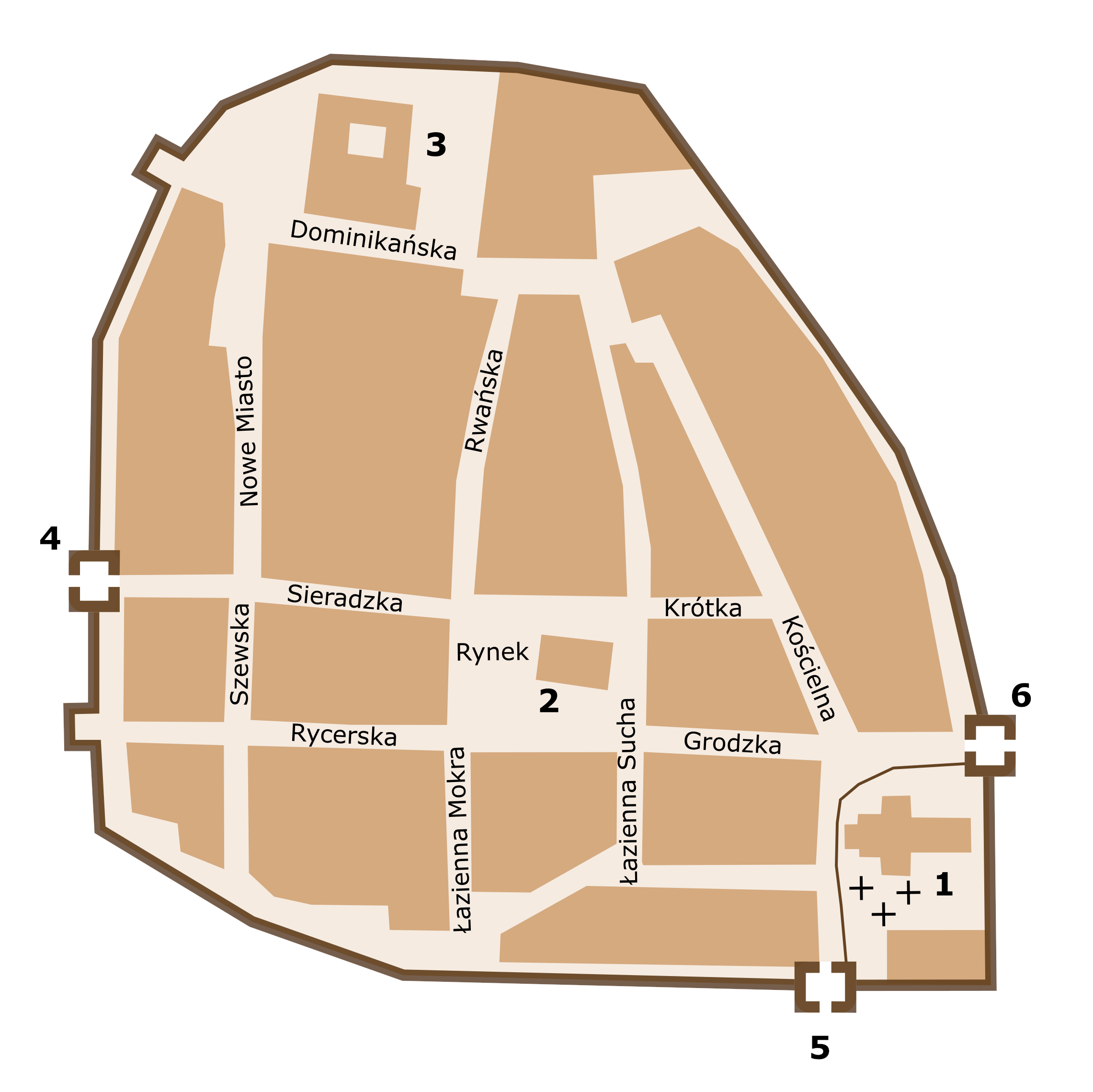
Rekonstrukcja planu Piotrkowa w 2. poł. XVI w.

### Osada przedlokacyjna
Osadnictwo na terenie dzisiejszego Piotrkowa mogło pojawić się już w VIII wieku. W XI w. mógł istnieć w miejscu Piotrkowa ośrodek dóbr książęcych, przy którym wykształciła się osada targowa. Od XIII w. odbywały się w Piotrkowie zjazdy rycerstwa i duchowieństwa. Na podstawie wrzecionowatego kształtu obszaru między ul. Rwańską a Placem Czarnieckiego wysuwano hipotezę, że być może w okresie przedlokacyjnym istniała tu wieś typu owalnego. Jednak taki układ wynikał prawdopodobnie z dopasowania do doliny rzeczki Strawy po wschodniej stronie miasta.

### Miasto lokacyjne
Prawa miejskie
Dokładna data uzyskania praw miejskich przez Piotrków nie jest znana. Pierwsza pisana wzmianka o Piotrkowie pochodzi z 1217. Z XIII w. znanych jest jeszcze kolejnych pięć wzmianek, jednak żadna nie mówi o Piotrkowie jako ośrodku miejskim. Niektórzy badacze stawiali hipotezę, że Piotrków mógł uzyskać prawa miejskie już około 1270–1290, jednak nie jest ona udowodniona. Najstarsza wzmianka nazywająca Piotrków miastem (civitas) pochodzi z 1313, aczkolwiek określenie to stosowano również do grodów nieposiadających praw miejskich. Najstarszym dokumentem mówiącym wprost o prawach miejskich Piotrkowa jest dokument wystawiony przez Władysława Jagiełłę w 1404 – potwierdza on wcześniejsze dokumenty lokacyjne, które zostały zniszczone w pożarze, jednak nie zawiera daty nadania wcześniejszych praw. Zatem możliwe jest, że Piotrków został lokowany przed 1313, ale nie można wykluczyć, że stało się to w późniejszych dziesięcioleciach XIV wieku.
Uzyskanie praw miejskich było ważnym momentem w rozwoju Piotrkowa. Ówcześnie lokacja miasta wiązała się zwykle z wyznaczeniem zaplanowanego zwartego układu urbanistycznego z rynkiem i ratuszem w centrum oraz siatką regularnych ulic. Tego typu miasto lokacyjne z rynkiem i odchodzącymi od niego ośmioma ulicami rozwinęło się w Piotrkowie w XIV wieku. Zostało umiejscowione na cyplu między opływającymi go w podmokłych dolinach rzeczkami: Strawa (od wschodu i północy) i Strawka (od południa). Otrzymało formę nieregularnego wieloboku o wymiarach około 300x350 m, wydłużonego w kierunku północ-południe. Powierzchnia miasta wynosiła około 8 ha.
W mieście zastosowano szachownicowy układ ulic, charakterystyczny dla późnego średniowiecza, aczkolwiek zniekształcony nieco przystosowaniem do miejscowych warunków terenowych. W układzie można wyróżnić pięć bloków zabudowy o przebiegu równoleżnikowym. W centrum wytyczono rynek o wymiarach 45x65 m, z wychodzącymi z jego narożników ośmioma ulicami.
Mury miejskie

Piotrków w 1657 na sztychu Erika Dahlbergha

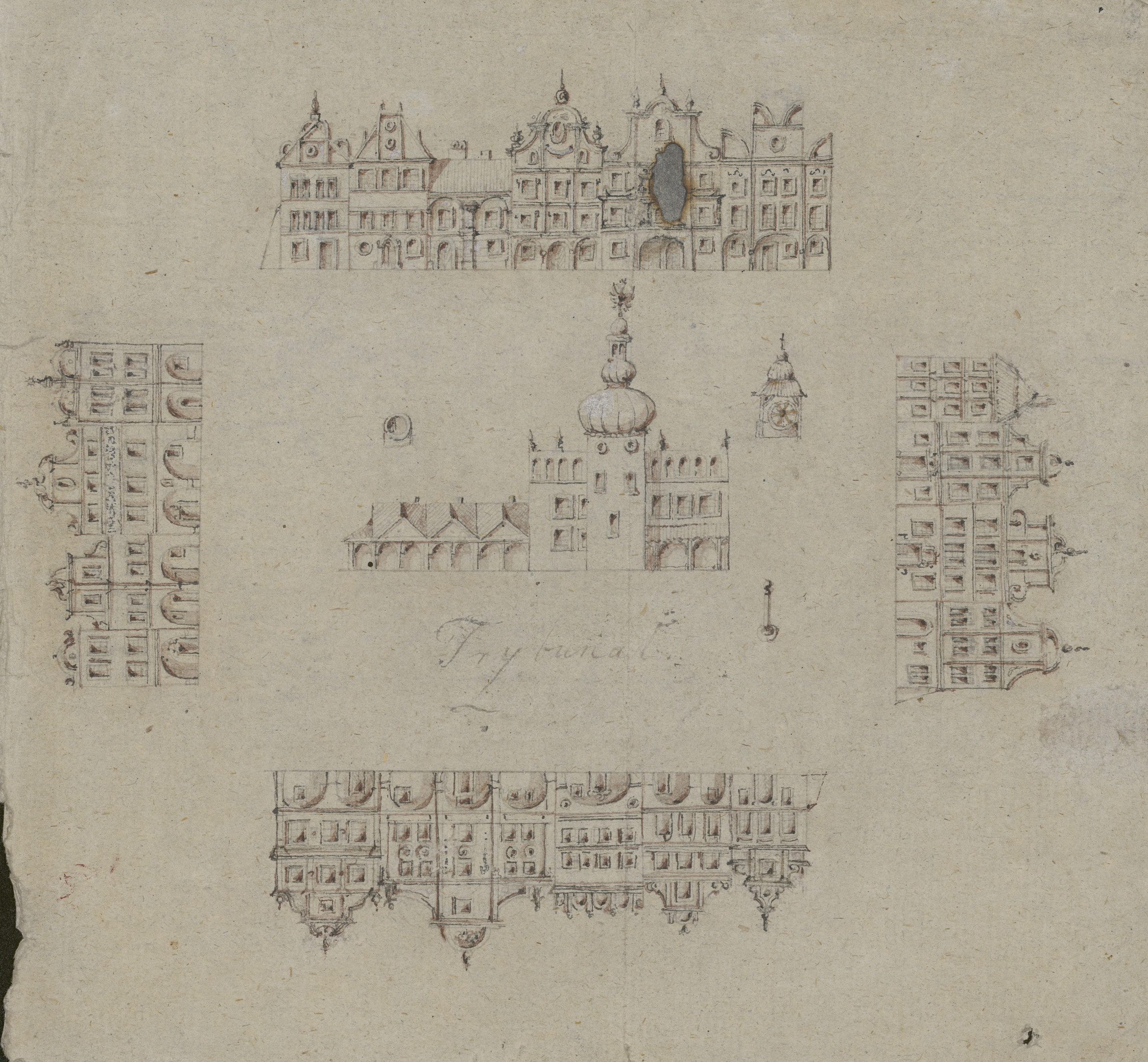
Odrys widoku Rynku sprzed pożaru w 1786.

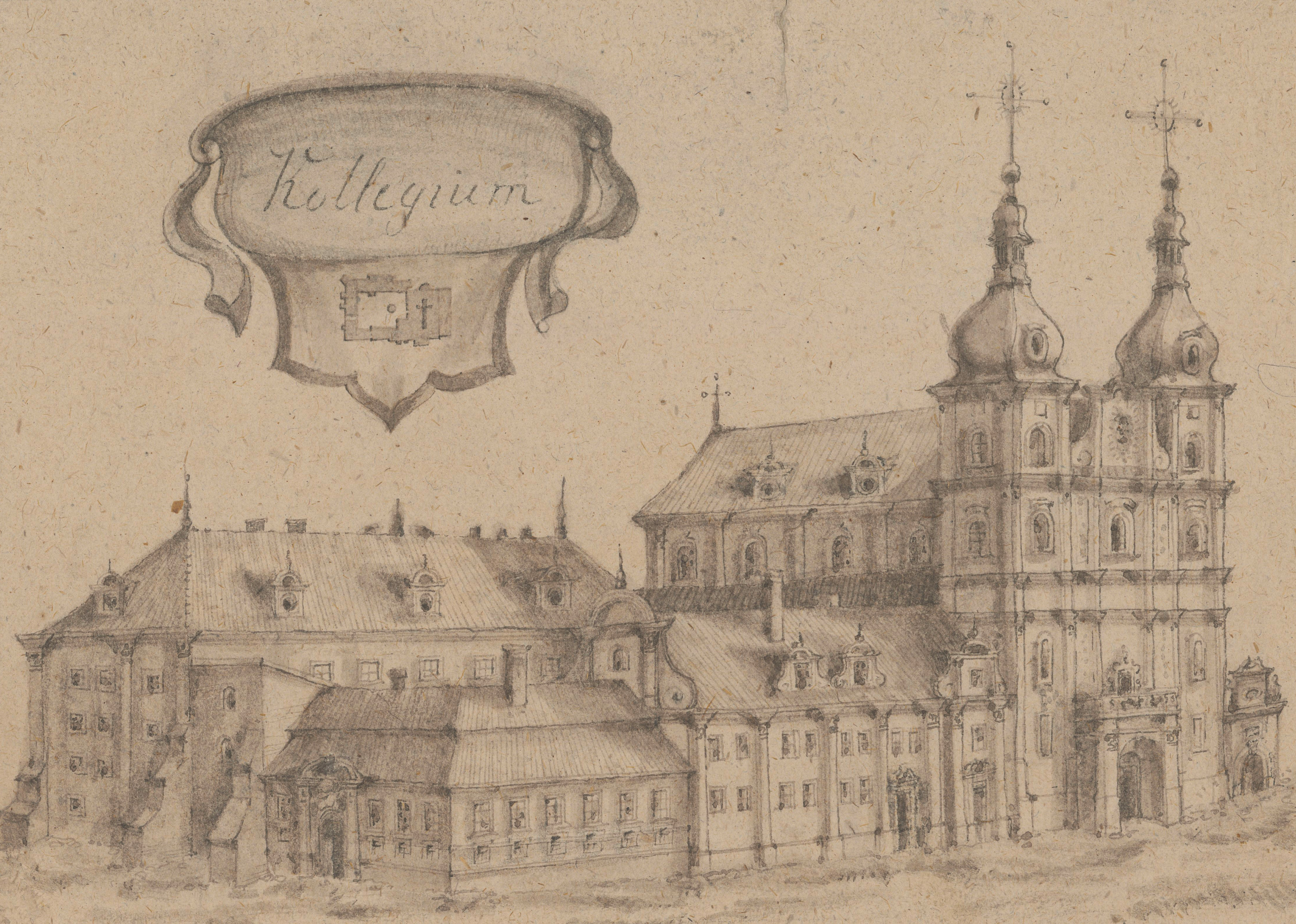
Kościół i kolegium jezuickie (grafika z ok. 1800)

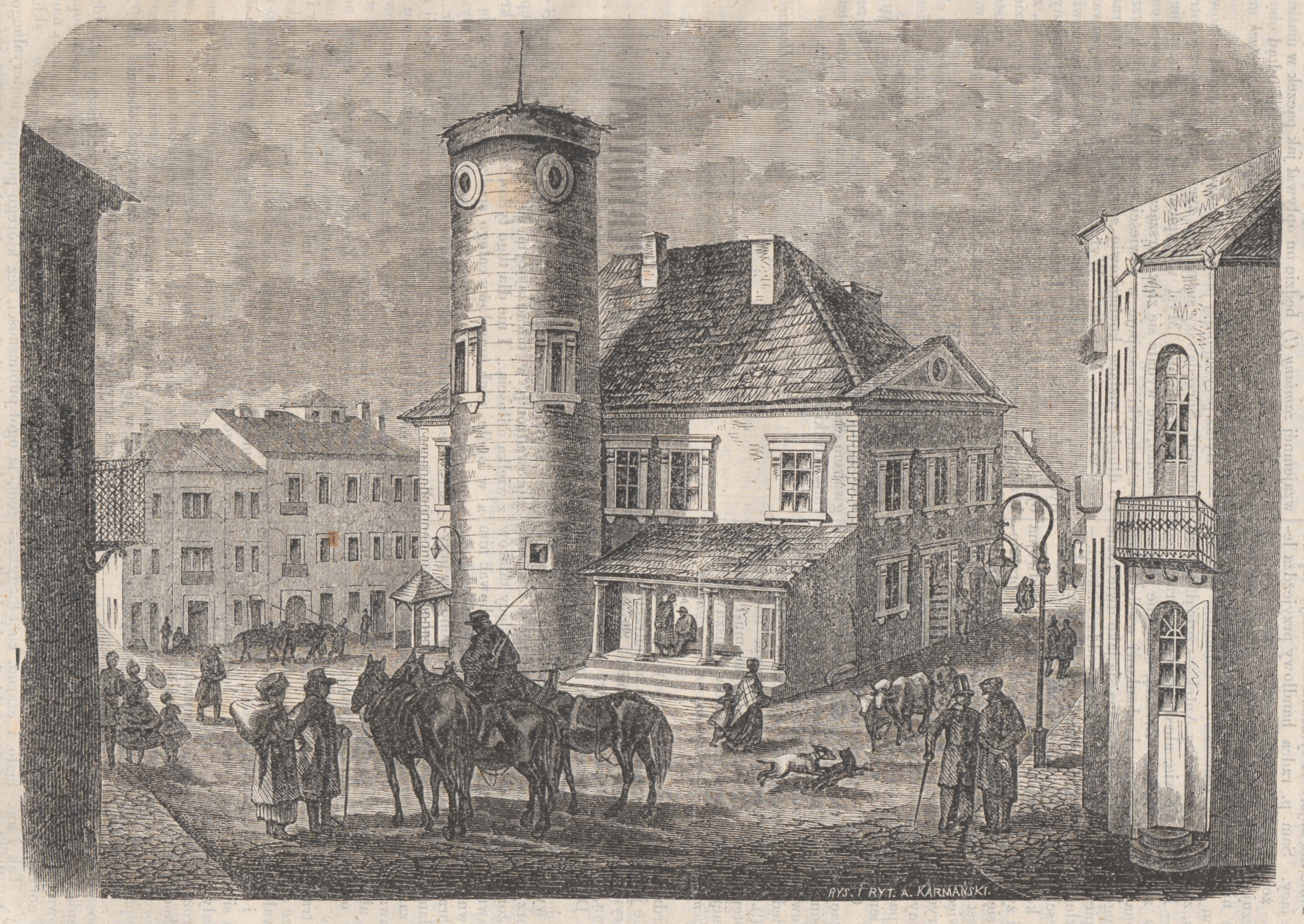
Ratusz w XIX w.

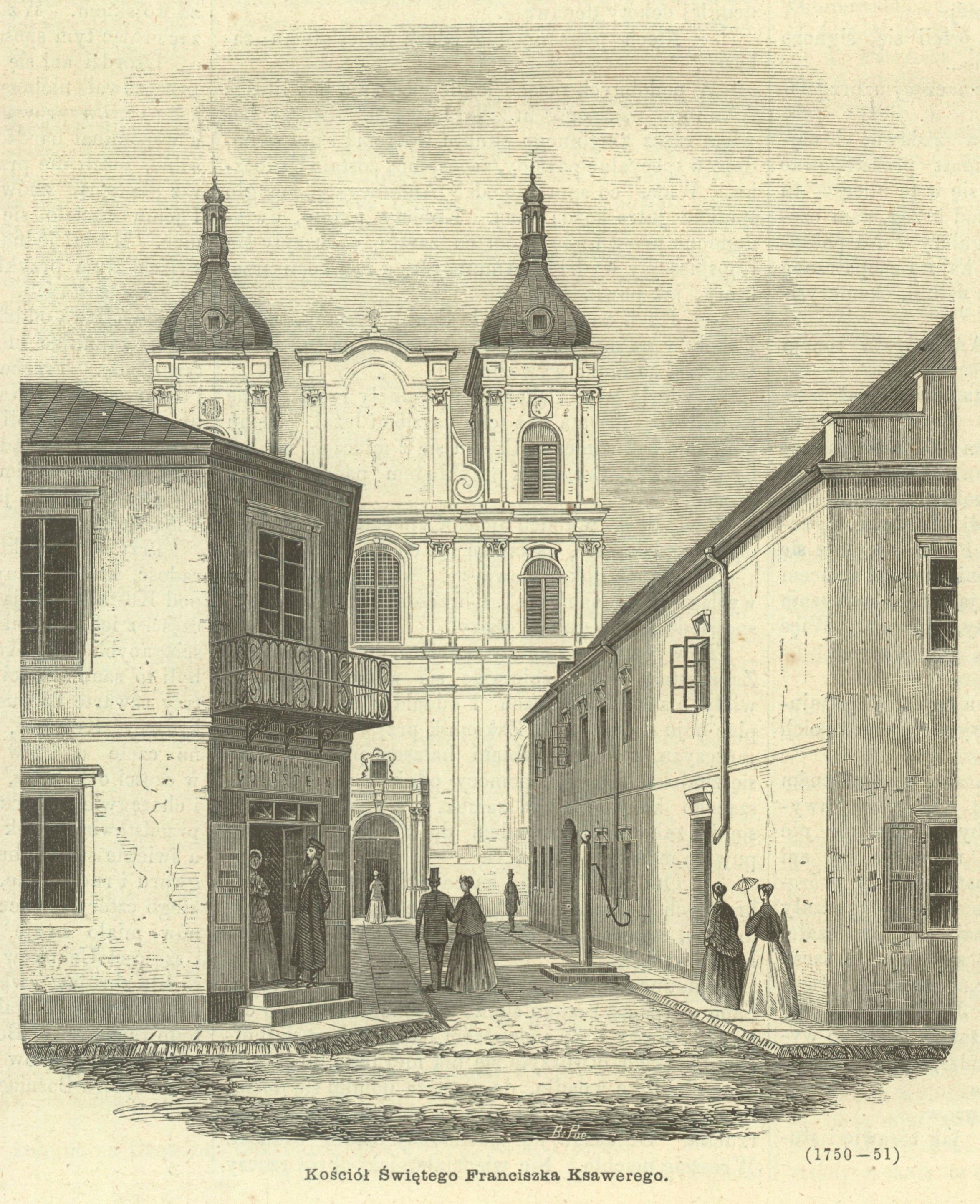
Ul. Konarskiego i kościół jezuicki (ok. 1870)

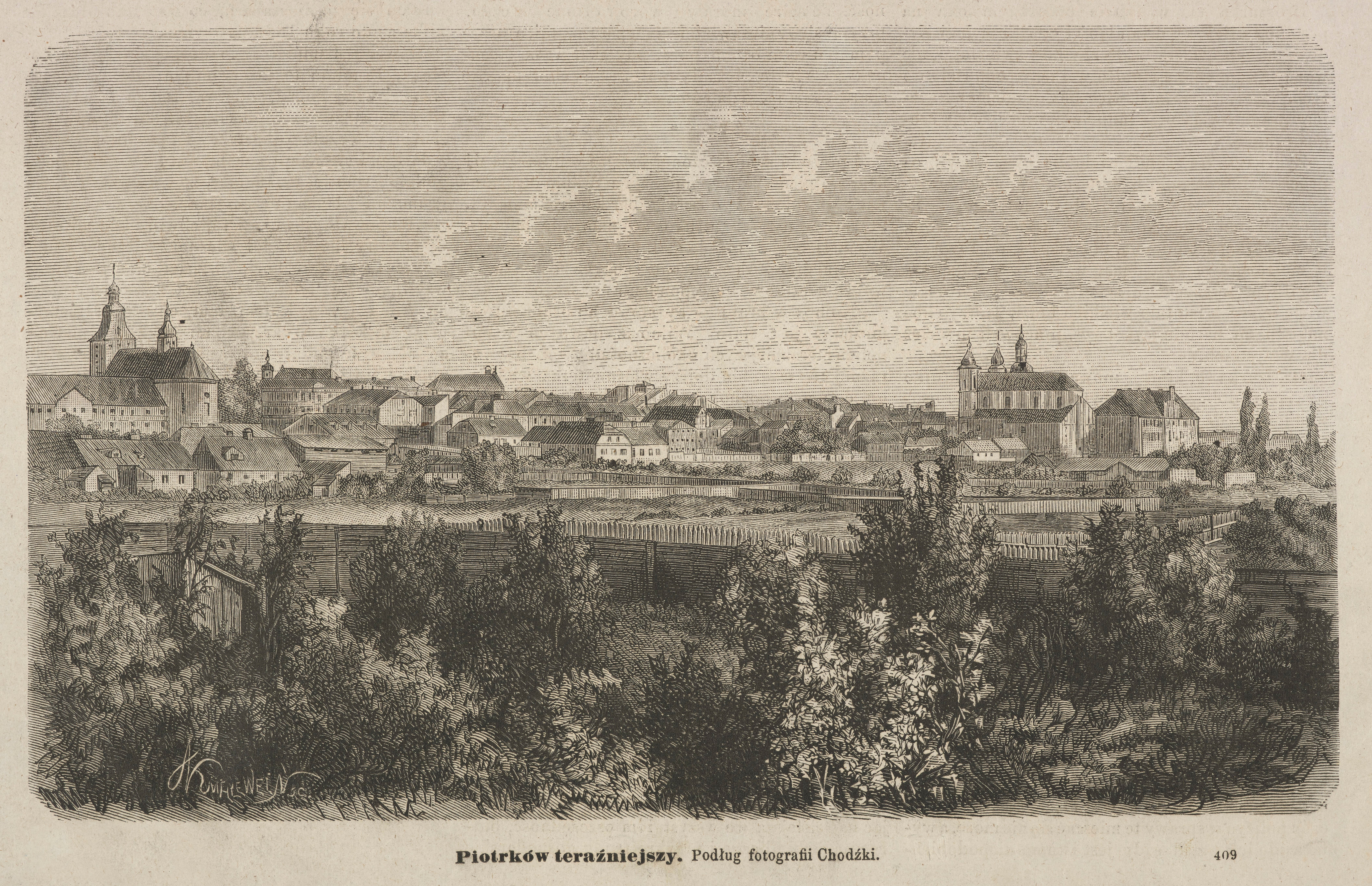
Panorama miasta od strony południowo-zachodniej (ok. 1877)

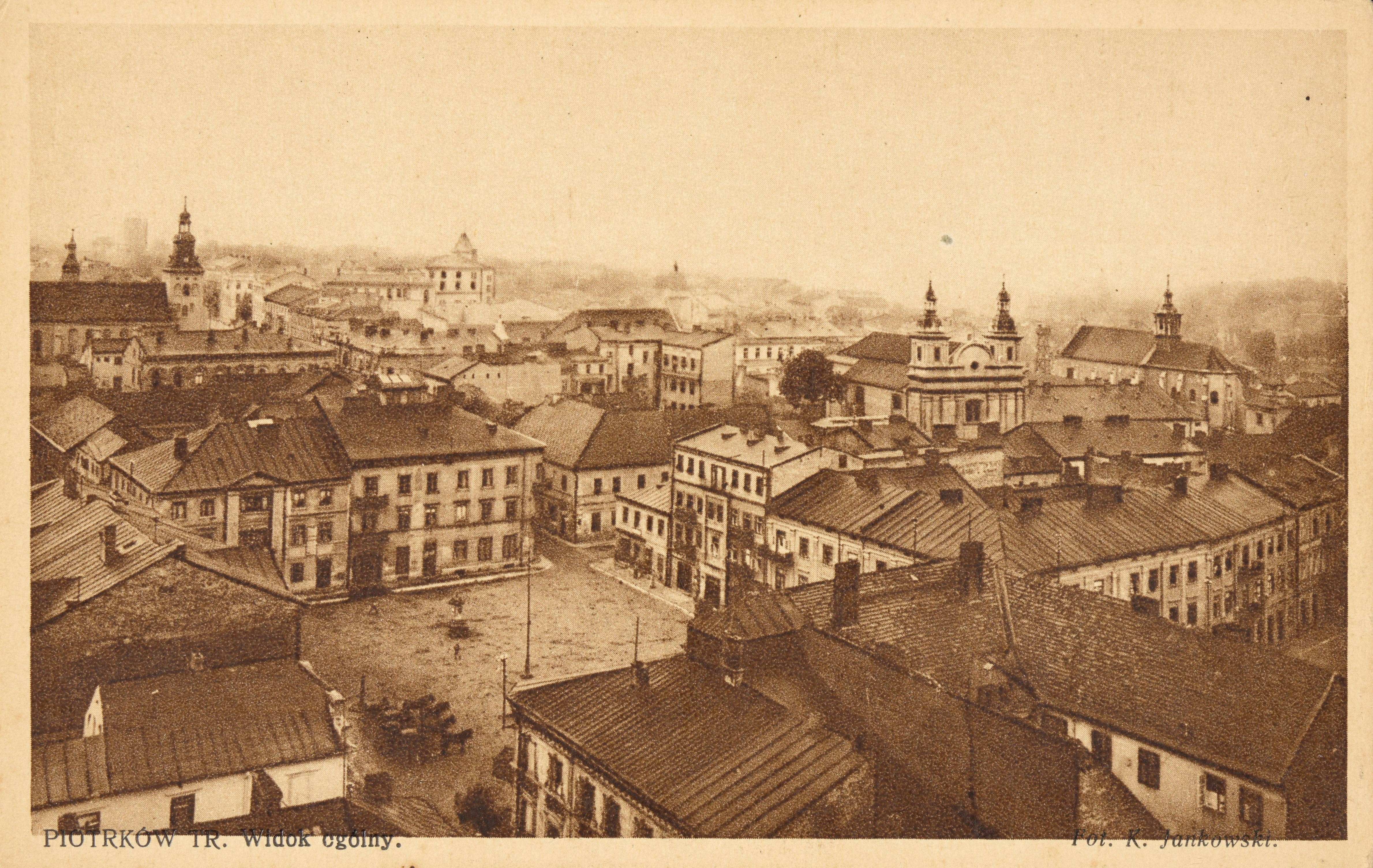
Okolice Rynku (ok. 1933)

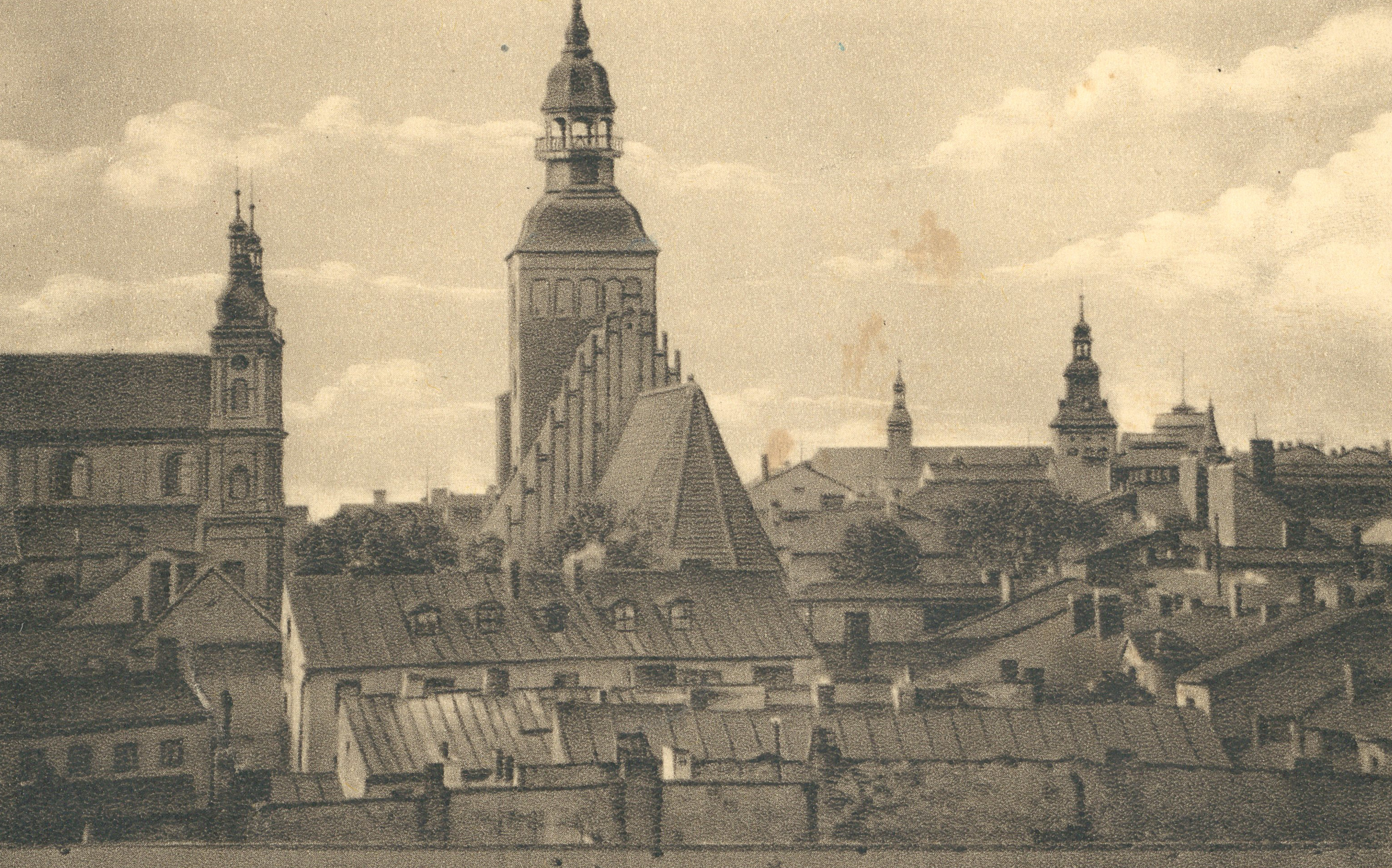
Wieże kościołów i dachy Starego Miasta przed 1939

Budowę murów miejskich, zapoczątkowaną być może za panowania Kazimierza Wielkiego, ukończono do schyłku XIV wieku. Mury miały grubość 1,8 m oraz wysokość 5 m. Ich długość wynosiła 1050 m. Opis z 1629 wymienia w murach 10 baszt.  Miasto posiadało trzy bramy – na wschodzie Brama Wolborska (ul. Grodzka), na zachodzie Brama Sieradzka (ul. Sieradzka), na południu Brama Krakowska (ul. Krakowskie Przedmieście).
Na podstawie istnienia ulicy o nazwie Nowe Miasto wysuwano hipotezę, że być może miasto w XIV w. zajmowało mniejszy obszar, a poszerzono je w XV wieku. Jednak przeciw tej hipotezie przemawia fakt, że nie są znane z terenu średniowiecznej Polski żadne przykłady tak kosztownej inwestycji, jak przesuwanie murów miejskich.
Ratusz
Nie wiadomo dokładnie, kiedy powstał ratusz na Rynku – budynek potwierdzony jest w połowie XVI w., ale być może budowla istniała wcześniej. Od końca XVI w. odbywały się w Piotrkowie, prawdopodobnie w ratuszu, posiedzenia Trybunału Koronnego dotyczące spraw dotyczące spraw z terenów Wielkopolski, Mazowsza, Kujaw i Prus Królewskich. W tym czasie władze miejskie przenosiły się być może do kamienicy wójtowskiej przy wschodniej pierzei Rynku.
Rozwój
Od 1438 do 1492 w Piotrkowie odbyło się około 50 zjazdów szlachty, a w latach 1493–1567 obradowało 38 sejmów. Fakt ten wpływał na oblicze miasta, wymuszając przystosowanie go do przyjmowania okresowo dużej liczby gości. Już od XIV w. rozwijały się także osady położone poza murami miejskimi.
W XVI w. Piotrków stanowił największy zespół miejski w woj. sieradzkim. Szacuje się, że w połowie XVI w. zamieszkiwało w Piotrkowie około 2 tys. osób (nie licząc przedmieść). Podobna liczba ludności utrzymywała się w XVII wieku. Natomiast dane z końca XVIII wieku wskazują, że liczba mieszkańców nie przekraczała 1,5 tys. osób.
Miasto było wielokrotnie niszczone przez pożary – w źródłach wymienione są m.in. duże pożary w 1516, 1544, 1615, 1640, 1648, 1731, 1786. Koszty odbudowy po niszczycielskim pożarze w 1786 szacowano na 200 tys. ówczesnych złotych. Projekt odbudowy, w tym poszerzenie niektórych ulic, opracował Dominik Merlini, nie został on jednak zrealizowany. Z tego czasu pochodzi też pierwszy zachowany plan Piotrkowa – nie ma on podanego autora, przyjmuje się jednak, że wykonał go Merlini lub przynajmniej zlecił opracowanie.
W wiekach XVI–XVIII zmiany w siatce ulic były niewielkie. W porównaniu do najstarszego planu Piotrkowa z XVIII w. współcześnie bez zmian pozostały cztery nazwy ulic: Grodzka, Łazienna Mokra, Sieradzka i Rwańska. Trzy kolejne ulice noszą nowe nazwy: Łazienna Sucha – Konarskiego, Dominikańska – Wojska Polskiego, Kościelna – Farna. Nastąpiło też przesunięcie nazw ulic – dawna ulica Rycerska to obecnie Szewska, zaś dawne ulice Nowe Miasto i Szewska to współczesna Rycerska.
Zabudowa
W XIV–XVI dominowała prawdopodobnie zabudowa drewniana i tzw. mur pruski, zaś murowane domy istniały jedynie wokół rynku.  W latach 1565 i 1629 w Piotrkowie istniało około 190 domów, w większości drewnianych. W 1565 własnością szlachecką był tylko jeden dom w granicach miasta, zaś w 1629 liczba takich domów wzrosła do 14–15.
Najstarszymi kościołami na Starym Mieście są kościół św. Jacka i św. Doroty (około 1331–1340) i kościół farny św. Jakuba (koniec XIV wieku). Obok kościoła farnego znajdował się cmentarz, dwór plebana i budynek szkoły parafialnej.
Kolejne świątynie i klasztor powstały na Starym Mieście w XVII wieku. W 1627 wzniesiono kościół Matki Bożej Śnieżnej, a w kolejnych latach rozbudowywano przy nim klasztor dominikanek. Na przełomie XVII i XVIII w. przy ul. Rwańskiej powstał kościół i kolegium pijarów. Pijarzy opuścili zabudowania po pożarze w 1786. Dawna świątynia pijarów pełni od schyłku XVIII w. rolę kościół ewangelicko-augsburskiego, zaś w dawnych budynkach kolegium w latach 1793–2005 mieściło się więzienie.
W latach 1701–1727 został zbudowany przez jezuitów kościół św. Franciszka Ksawerego, będący największą ówcześnie realizacją sakralną w Piotrkowie. W latach 1754–1803 powstawał budynek kolegium, mieszczący dziś I Liceum Ogólnokształcące.
Mimo ogólnego upadku miast i zniszczeń wojennych w Polsce w XVII–XVIII w. Stare Miasto w Piotrkowie przetrwało stosunkowo lepiej na tle innych ośrodków w Polsce. Pod koniec XVIII w. istniało w Piotrkowie około 70–80 murowanych budynków. Dane z lat 1798 i 1805 wskazują, że domy murowane stanowiły około 29% budynków miasta.

### Zabory
Po rozbiorach miasto straciło na znaczeniu, co odbiło się negatywnie na rozwoju miasta. Na przełomie XVIII i XIX w. na terenie miasta było około 30 niezamieszkanych domostw. W 1816 prawie połowa kamienic przy Rynku była uszkodzona i niezamieszkana. W latach 1817–1824 rozebrano mury i bramy obronne, pozostawiając tylko
ich fragmenty przy klasztorze dominikanek i jezuitów. W 1868 rozebrano ratusz. Miasto zaczęło się ponownie rozwijać prężniej, gdy w 1867 utworzono gubernię piotrkowską ze stolicą w Piotrkowie. Stare Miasto przestało jednak pełnić funkcję centrum administracyjnego miasta, zaś nowe centrum zaczęło powstawać na zachód od Starego Miasta.

### Współczesność
W latach 2007–2013 w ramach programów rewitalizacyjnych wyremontowane zostały główne ciągi komunikacyjnego Starego Miasta – Rynek i ulice. Położono m.in. nawierzchnię z kostki i płyt granitowych, a także wymieniono elementy oświetlenia i małej architektury na stylizowane, nawiązujące charakterem do zabytkowej zabudowy.
Na Starym Mieście w Piotrkowie oraz we wnętrzach obiektów położonych w jego obszarze kręcono liczne filmy fabularne i seriale, m.in.: Ewa chce spać, Życie raz jeszcze, Potem nastąpi cisza, Vabank, Jan Serce, W cieniu nienawiści, Nowy Jork, czwarta rano, Komediantka, Psy, Uprowadzenie Agaty, Jakub kłamca, Syzyfowe prace, Pan Tadeusz, Przeprowadzki, Masz na imię Justine, W ciemności. Dla filmowców atutem Starego Miasta jest m.in. stosunkowo dobrze zachowana dawna architektura, niewielki rynek, stare kościoły, ulice o ciekawych perspektywach, podwórka kamienic, a także bliskość ośrodków filmowych w Łodzi i Warszawie. Dzięki temu Stare Miasto mogło odtwarzać plenery dawnych miast i miasteczek.

## Architektura
Układ urbanistyczny Starego Miasta posiada rangę krajową i stanowi jeden z najciekawszych w Polsce środkowej zespołów dawnej zabudowy miejskiej. Układ ten ukształtował się w XIII/XIV wieku i zachował się do dzisiaj bez większych zmian.
W wyniku licznych pożarów, zniszczeń wojennych i przebudów większość kamienic posiada elewacje klasycystyczne z XIX w., jednak zdarzają się zachowane starsze detale architektoniczne. Jeszcze w początkach XX w. część domów przy rynku miała podcienia.

### Zabytki
Rejestr zabytków
Całe Stare Miasto wpisane jest do rejestru zabytków Narodowego Instytutu Dziedzictwa pod numerem 89-IX-35 z 24.07.1948, z 1.02.1962 i z 23.02.2004 jako „dzielnica staromiejska – plac Trybunalski”. Tym samym ochronie podlega staromiejski układ przestrzenny, m.in. linie regulacyjne ulic, skala i typ zabudowy, układ komunikacyjny oraz układ pierzei.
Do rejestru zabytków wpisane są też następujące obiekty z obszaru Starego Miasta:
- kościół farny św. Jakuba i plebania
- zespół klasztorny dominikanek: kościół Matki Bożej Śnieżnej, klasztor, plebania
- zespół klasztorny dominikanów: kościół św. Jacka i św. Doroty, klasztor (obecnie plebania), kaplica MB Różańcowej
- zespół klasztorny jezuitów: kościół św. Franciszka Ksawerego, nowe kolegium (obecnie I Liceum Ogólnokształcące), stare kolegium (klasztor)
- zespół klasztorny pijarów: kościół (obecnie kościół ewangelicki), klasztor
- mury obronne (pozostałości)
- budynek Gimnazjum Żeńskiego
- domy i kamienice:
  - Plac Czarnieckiego 7, 9, 10
  - ul. Farna 2, 3, 4, 5, 6, 8
  - ul. Grodzka 1, 2, 6
  - ul. Konarskiego 2, 4
  - ul. Łazienna Mokra 1, 2
  - ul. Pijarska 5
  - Plac Kościuszki 6
  - ul. Rwańska 1, 2, 4, 6
  - ul. Rycerska 10, 12
  - Rynek Trybunalski 1, 2, 3, 4, 5, 7, 8, 9, 10, 11, 12
  - ul. Sieradzka 1, 4, 6, 8
  - ul. Stronczyńskiego 1
  - ul. Szewska 2, 3, 5

Dwa zabytki z rejestru – zespół klasztorny jezuitów oraz kościół farny św. Jakuba – znajdują się na liście zabytków reprezentatywnych i priorytetowych dla województwa łódzkiego.
Niektóre zabytki z epoki staropolskiej w centrum Piotrkowa, takie jak Zamek Królewski czy klasztor i kościół bernardynów, znajdują się poza obszarem Starego Miasta i dawnych murów miejskich.
Gminna ewidencja zabytków
Do gminnej ewidencji zabytków miasta Piotrkowa Trybunalskiego, oprócz obiektów z rejestru zabytków, są też wpisane budynki:
- Plac Czarnieckiego 2, 3, 4, 5, 8
- Plac Kościuszki 7
- ul. Grodzka 3
- ul. Łazienna Mokra 4, 6
- ul. Pijarska 1, 3, 7
- ul. Rwańska 5, 9
- ul. Rycerska 5, 8, 14
- ul. Sieradzka 2, 3, 5, 10
- ul. Szewska 1, 10
- ul. Wojska Polskiego 20, 22